# Règle des trois clics
La règle des trois clics (en anglais three-click rule) est, en conception web, un principe informel d'ergonomie selon lequel l'internaute doit pouvoir accéder à n'importe quelle information présente sur un site web en suivant au plus trois hyperliens (trois clics de souris) depuis la page principale. Elle est basée sur l'idée que le visiteur devient frustré s'il n'obtient pas rapidement l'information qu'il recherche, et risque de quitter le site pour aller la trouver sur un autre ; ou qu'il risque d'être distrait par autre chose ou d'oublier l'information qu'il cherchait en chemin, du fait de la mémoire à court terme. 

## Arguments en faveur de la règle des trois clics
Selon Jeffrey Zeldman, concepteur de site web, la règle des trois clics aurait pour fondement l'utilisation que les gens font du Web, et la suivre permettrait de créer des sites structurés de manière logique et intuitive, tout en reconnaissant qu'il ne s'agit que d'une recommandation et que rien n'oblige à la suivre.
De même, Business Link, un site du gouvernement britannique qui s'adresse aux entreprises, ainsi que le Département de la Santé et des Services sociaux des États-Unis dans son guide d'utilisabilité, recommandent de la suivre.
Selon une étude de Zaphiris et Mtei la recherche est d'autant plus longue, et les utilisateurs d'autant plus mécontents, que le nombre de clics nécessaires pour atteindre l'information souhaitée est élevé.
En outre, respecter la règle des trois clics faciliterait le travail des robots d'indexation, et favoriserait donc un meilleur référencement par les moteurs de recherche externes.

## Critique de la règle des trois clics
Le caractère absolu de la recommandation est toutefois contesté. En effet, selon une étude de Joshua Porter, les visiteurs ne quittent pas un site même si plus de trois clics sont nécessaires pour arriver à l'information désirée, et ils ne sont pas moins satisfaits pour autant ; en fait, pour lui, le plus important ne serait pas le nombre de clics, mais le fait que l'information soit trouvée ou non.
De plus, suivre cette règle équivaut à diminuer la profondeur de la hiérarchie du site, ce qui implique d'augmenter le nombre de liens disponibles sur chaque page. Or, selon certains, cette augmentation du nombre d'options de navigation sur chaque page serait de nature à déconcerter les visiteurs, qui risqueraient alors de se tromper dans leur choix, et donc d'être également frustrés. En particulier, une telle organisation rendrait, selon Brazier et Jennings, les pages plus difficiles à appréhender pour des visiteurs déficients visuels utilisant un lecteur d'écran, et constituerait une perte de temps pour eux.
Ainsi, une étude de Larson et Czerwinski montrerait qu'une structure trop profonde (qui implique donc des clics plus nombreux) serait certes néfaste à l'efficacité des recherches, mais qu'une structure trop peu profonde est tout aussi néfaste, et que la bonne solution serait un compromis entre la profondeur de la structure et le nombre d'options de navigation proposées à chaque étape.